# Uzboj (rzeka)

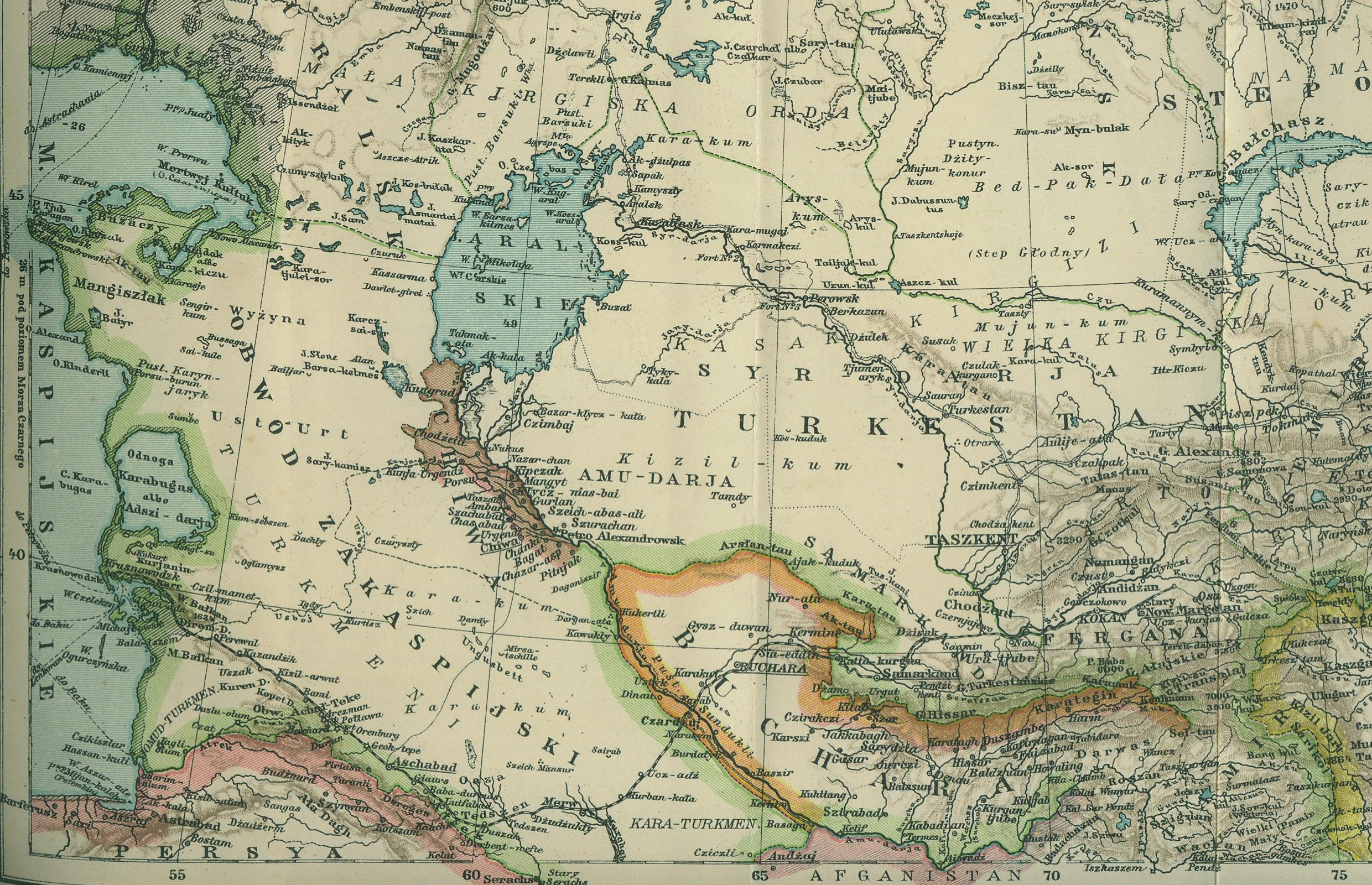
Mapa Azji Środkowej z 1903 roku, z zaznaczonym przebiegiem nieistniejącej już rzeki Uzboj

Uzboj – nieistniejąca dziś rzeka w Azji Centralnej, płynąca przez tereny dzisiejszego Turkmenistanu z jeziora Sarykamyskiego do Morza Kaspijskiego.
Przypuszczenia o istnieniu Uzboju nauka europejska zaczęła snuć pod koniec XIX wieku, gdy po spenetrowaniu regionu przez rosyjskich uczonych i kupców szczegółowo poznano topografię tej części Azji Centralnej. Początkowo przypuszczano, że Uzboj stanowił zatokę Morza Kaspijskiego, a następnie, że był to dawny bieg Amu-darii jako całości. Współczesne badania wykluczyły jednak obie te możliwości – w czasach historycznych Morze Kaspijskie nie sięgało tak daleko na wschód, zaś koryto Uzboju jest zbyt wąskie, by pomieścić całość wód Amu-darii. Z Uzbojem wiązano także inny możliwy historyczny przebieg Amu-darii – południowym skrajem Niziny Turańskiej, gdy jej dopływami były Tedżen i Murgab.
Według dominującej obecnie hipotezy do XVI wieku Amu-daria nie zasilała bezpośrednio Jeziora Aralskiego, lecz na południe od jego dzisiejszego brzegu dzieliła się na kilka ramion. Jedno z nich, zwane Daria-łyk, prawdopodobnie najzasobniejsze w wodę, odbijało na zachód i zasilało słodkowodne wówczas jezioro Sarykamyskie. Uzboj wypływał z tego jeziora i doliną Uzboj płynął na południowy zachód do Morza Kaspijskiego.
Wczesnośredniowieczne arabskie, perskie i europejskie itineraria i kroniki opisują drogę wodną z Mazandaranu do Chorezmu oraz wspominają o sztucznej tamie na Amu-darii w okolicach Urgenczu, zburzonej przez wojska mongolskie w 1221. Źródła historyczne potwierdzają istnienie w czasach późnego średniowiecza osad ludzkich u podnóża gór Bałchan, wykorzystujących system irygacyjny, którego osią był Uzboj.
W XVI wieku Uzboj wysechł w następstwie zmiany biegu Amu-darii na dzisiejszy – itinerarium z 1558 wskazuje, że już wtedy wody Uzboju nie docierały do Morza Kaspijskiego. Prawdopodobnie wraz z wyschnięciem Uzboju doszło do stopniowej zamiany jeziora Sarykamyskiego w słone bagnisko i do raptownej transgresji Jeziora Aralskiego. Badania osadów rzecznych i jeziornych wokół Jeziora Aralskiego i na przyległych terenach pustyni Kara-kum wskazują, że zmiana ta była nagła. Jej przyczyny nie są znane – niewykluczone, że była następstwem działań ludzkich.